# Parcz (przystanek kolejowy)
Parcz – przystanek osobowy w Parczu na linii kolejowej nr 259, w województwie warmińsko-mazurskim, w powiecie kętrzyńskim, w Polsce.